# 1780年の相撲
1780年の相撲（1780ねんのすもう）は、1780年の相撲関係のできごとについて述べる。

## 本場所など
- 3月場所（江戸相撲）[1]
  - 興行場所:深草三十三間堂境内
  - 4月19日（旧3月15日）より晴天6日間興行（当初は10日間）
- 5月場所（大坂相撲）[1]
  - 興行場所:難波新地
  - 10日間興行
- 6月場所（江戸相撲・中場所）[1]
  - 興行場所:芝愛宕山
  - 7月18日（旧6月17日）より晴天10日間興行
- 7月場所（京都相撲）[1]
  - 10日間興行
- 10月場所（江戸相撲）[2]
  - 興行場所:芝神明社内
  - 11月15日（旧10月19日）より晴天10日間興行